# Raión de Kolpná
El raión de Kolpná (ruso: Ко́лпнянский райо́н) es un distrito administrativo y municipal (raión) ruso perteneciente a la óblast de Oriol. Se ubica en el sureste de la óblast. Su capital es Kolpná.
En 2023, el raión tenía una población de 12 459 habitantes.
El raión es limítrofe al sur con la óblast de Kursk.

## Subdivisiones
Comprende el asentamiento de tipo urbano de Kolpná (la capital, que forma un ayuntamiento urbano sin pedanías) y 135 localidades rurales. Estas últimas se agrupan en los siguientes nueve asentamientos rurales:
- Ajtyrka
- Beli Kolódez Pervi
- Známenskoye
- "Kárlovskoye" (con capital en Klevtsovo)
- Krásnoye
- Krutoye
- Timiriázevo
- Ushakovo
- Yarishche